# Hospital Centro Geriátrico Dr. Luis Piñeyro del Campo
El Hospital Centro Geriátrico Dr. Luis Piñeyro del Campo, popularmente conocido como "el Piñeyro", es una institución de salud con sede en el barrio de la Unión, Montevideo, Uruguay, dedicada al cuidado y calidad de vida de personas mayores sin recursos.
Se fundó en 1922 y opera dentro de la órbita de la Administración de los Servicios de Salud del Estado (ASSE). El Hospital Piñeyro del Campo proporciona amplios servicios psicosociales adaptados a las necesidades de la edad avanzada, con la ayuda de equipos multidisciplinarios y diferentes unidades clasificadas según los grados de dependencia. Los usuarios tienen acceso a actividades de prevención de las afecciones cognitivas, actividades recreativas físicas y plásticas, reiki, música y huerto, entre otras.
Antiguamente denominado Asilo de Mendigos, su nombre homenajea al filántropo Luis Piñeyro del Campo.